# USS Flying Fish (SS-229)
USS Flying Fish (SS/AGSS-229) là một tàu ngầm lớp Gato từng phục vụ cùng Hải quân Hoa Kỳ trong Chiến tranh Thế giới thứ hai. Nó là chiếc tàu chiến thứ hai của Hải quân Hoa Kỳ được đặt cái tên này, theo tên họ Cá chuồn. Nó đã phục vụ trong suốt Thế chiến II, thực hiện tổng cộng mười hai chuyến tuần tra, đánh chìm 15 tàu Nhật Bản với tổng tải trọng 58.306 tấn. Sau khi xung đột chấm dứt, con tàu tiếp tục phục vụ trong giai đoạn Chiến tranh Lạnh, được xếp lại lớp như một "tàu ngầm phụ trợ nghiên cứu" AGSS-229 vào năm 1950, ngừng hoạt động vào năm 1954 và cuối cùng bị bán để tháo dỡ vào năm 1959. Flying Fish được tặng thưởng mười hai Ngôi sao Chiến trận do thành tích phục vụ trong Thế Chiến II.

## Thiết kế và chế tạo
Lớp tàu ngầm Gato được thiết kế cho mục đích một tàu ngầm hạm đội nhằm có tốc độ trên mặt nước cao, tầm hoạt động xa và vũ khí mạnh để tháp tùng hạm đội chiến trận. Con tàu dài 311 ft 9 in (95,02 m) và có trọng lượng choán nước 1.525 tấn Anh (1.549 t) khi nổi và 2.424 tấn Anh (2.463 t) khi lặn. Chúng trang bị động cơ diesel dẫn động máy phát điện để cung cấp điện năng cho bốn động cơ điện, đạt được công suất 5.400 shp (4.000 kW) khi nổi và 2.740 shp (2.040 kW) khi lặn, cho phép đạt tốc độ tối đa 21 hải lý trên giờ (39 km/h) và 9 hải lý trên giờ (17 km/h) tương ứng. Tầm xa hoạt động là 11.000 hải lý (20.000 km) khi đi trên mặt nước ở tốc độ 10 hải lý trên giờ (19 km/h) và có thể hoạt động kéo dài đến 75 ngày và lặn được sâu tối đa 300 ft (90 m).
Lớp tàu ngầm Gato được trang bị mười ống phóng ngư lôi 21 in (530 mm), gồm sáu ống trước mũi và bốn ống phía phía đuôi tàu, chúng mang theo tối đa 24 quả ngư lôi. Vũ khí trên boong tàu gồm một hải pháo 3 inch/50 caliber, và thường được tăng cường một khẩu pháo phòng không Bofors 40 mm nòng đơn và một khẩu đội Oerlikon 20 mm nòng đôi, kèm theo súng máy .50 caliber và .30 caliber. Tiện nghi cho thủy thủ đoàn bao gồm điều hòa không khí, thực phẩm trữ lạnh, máy lọc nước, máy giặt và giường ngủ cho hầu hết mọi người, giúp họ chịu đựng cái nóng nhiệt đới tại Thái Bình Dương cùng những chuyến tuần tra kéo dài đến hai tháng rưỡi.
Flying Fish được đặt lườn tại Xưởng hải quân Portsmouth ở Kittery, Maine vào ngày 6 tháng 12, 1940. Nó được hạ thủy vào ngày 9 tháng 7, 1941, được đỡ đầu bởi bà Dorothy K. Kimmel, phu nhân của Đô đốc Husband E. Kimmel, Tổng tư lệnh Hạm đội Thái Bình Dương, và được cho nhập biên chế cùng Hải quân Hoa Kỳ vào ngày 10 tháng 12, 1941 dưới quyền chỉ huy của Hạm trưởng, Thiếu tá Hải quân Glynn R. Donaho.

## Lịch sử hoạt động

### 1942
Sau khi hoàn tất việc chạy thử máy huấn luyện ngoài khơi New London, Connecticut và sửa chữa sau chạy thử máy, Flying Fish chuẩn bị để được điều động sang khu vực Mặt trận Thái Bình Dương. Nó rời Căn cứ Tàu ngầm Hải quân New London để đi sang Trân Châu Cảng, đến nơi vào ngày 2 tháng 5, 1942, và tiếp tục được huấn luyện tại vùng biển quần đảo Hawaii.

#### Chuyến tuần tra thứ nhất
Khởi hành từ Trân Châu Cảng vào ngày 17 tháng 5 cho chuyến tuần tra đầu tiên tại khu vực phía Tây đảo Midway, Flying Fish cùng các tàu chị em tham gia tuần tiễu bảo vệ cho hòn đảo khi Trận Midway diễn ra từ ngày 4 đến ngày 6 tháng 6, rồi được tái trang bị từ ngày 9 đến ngày 11 tháng 6. Nó tiếp tục chuyến tuần tra khi tìm kiếm dọc các tuyến đường hàng hải tại chính quốc Nhật Bản, và đánh trúng một tàu khu trục ngoài khơi Đài Loan trong đêm 3 tháng 7 trước khi quay trở về Midway để tái trang bị vào ngày 25 tháng 7.

#### Chuyến tuần tra thứ hai
Lên đường vào ngày 15 tháng 8 cho chuyến tuần tra thứ hai, Flying Fish hoạt động tại vùng biển phía Bắc Truk. Vào ngày 28 tháng 8, nó phát hiện cột ăn-ten của một thiết giáp hạm lớn mà nó cho là thuộc lớp Kongō, nhưng mãi sau này mới xác định được là chiếc Yamato, được hai tàu khu trục và máy bay tuần tiễu trên không bảo vệ. Nó đã phóng bốn ngư lôi nhắm vào chiếc thiết giáp hạm, ghi nhận được hai tiếng nổ qua sonar, nhưng thật ra những quả ngư lôi đã kích nổ sớm trước khi đến mục tiêu. Trước khi nó kịp phóng ngư lôi vào một tàu khu trục đang tiến lại gần, nó bị ném bom và trở thành mục tiêu truy đuổi của các tàu khu trục cùng hai tàu săn ngầm và năm máy bay tuần tra, kéo dài cho tận sáng hôm sau 29 tháng 8, khi nó rời khu vực và trồi lên mặt nước để nạp điện cho ắc quy.
Tiếp tục áp sát Truk vào ngày 2 tháng 9, Flying Fish tấn công một tàu tuần tra 400 tấn chỉ để thấy các quả ngư lôi không kích nổ sau khi trúng mục tiêu. Chiếc tàu tuần tra phản công bằng mìn sâu, và loạt thứ hai gây hư hại đáng kể cho chiếc tàu ngầm; rồi thêm một tàu tuần tra thứ hai tham gia vào cuộc truy tìm, nhưng chiếc tàu ngầm lẫn tránh được cả hai. Quay trở lại khu vực vào đêm hôm sau, nó tìm thấy một tàu tuần tra và đánh chìm đối thủ bằng ngư lôi ngay sau nữa đêm ngày 4 tháng 9. Hai giờ sau đó chiếc tàu tuần tra thứ hai xuất hiện, né tránh được ngư lôi hướng tới và nổ súng vào Flying Fish. Chiếc tàu ngầm phải lặn sâu để né tránh bảy lượt tấn công bằng mìn sâu của chiếc tàu tuần tra, rồi thêm hai tàu khu trục khác trong suốt năm giờ tiếp theo. Rời khu vực, nó quay trở về Trân Châu Cảng vào ngày 15 tháng 9.

#### Chuyến tuần tra thứ ba
Rời Trân Châu Cảng vào ngày 27 tháng 10 cho chuyến tuần tra thứ ba tại khu vực quần đảo Marshall, Flying Fish đã có ba lượt tấn công nhắm vào tàu bè Nhật Bản, nhưng không có kết quả khi những quả ngư lôi Hoa Kỳ thường xuyên gặp trục trặc kỹ thuật, không kích nổ khi chạm mục tiêu hay đường đi chệch mục tiêu đáng kể. Con tàu quay trở về căn cứ tại Brisbane, Australia để tái trang bị vào ngày 16 tháng 12.

### 1943

#### Chuyến tuần tra thứ tư
Trong chuyến tuần tra thứ tư từ ngày 6 tháng 1 đến ngày 28 tháng 2, 1943 tại khu vực quần đảo Mariana, Flying Fish tiến hành trinh sát hình ảnh các hòn đảo tại vùng biển này, đồng thời gây hư hại cho chiếc tàu chở quân Tokai Maru (8.359 tấn) tại khu vực Apra Harbor, Guam vào ngày 26 tháng 1, đánh trúng tàu chở quân Nagizan Maru (4.391 tấn) tại khu vực Tinian vào ngày 6 tháng 2, và đánh chìm tàu buôn Hyuga Maru (994 tấn) được tàu tuần tra và máy bay đối phương bảo vệ vào ngày 16 tháng 2. Nó kết thúc chuyến tuần tra khi quay trở về Trân Châu Cảng để tiếp liệu.

#### Chuyến tuần tra thứ năm
Rời Trân Châu Cảng vào ngày 24 tháng 3 cho chuyến tuần tra thứ năm dọc theo bờ biển đảo Honshū, Flying Fish bị ảnh hưởng bởi thời tiết bất lợi. Nó áp sát bờ biển phía Bắc vào ngày 12 tháng 4, đánh chìm tàu chở hàng Sapporo Maru số 12 (2.865 tấn) vốn được tàu tuần tra và máy bay đối phương bảo vệ. Di chuyến đến vùng biển Hokkaidō, nó gây hư hại cho một tàu chở hàng lớn vào ngày 13 tháng 4, rồi hai ngày sau đó lại phóng ngư lôi đánh trúng Seiryu Maru (1.904 tấn), buộc chiếc tàu vận tải phải mắc cạn tại bờ biển. Nó tiếp tục đánh chìm chiếc tàu chở hàng Lục quân Amaho Maru (2.774 tấn) vào ngày 19 tháng 4, và chiếc tàu chở hàng Kasuga Maru (1.374 tấn) tại eo biển Tsugaru vào ngày 24 tháng 4. Khi nó đánh chìm một tàu chở hàng nhỏ vào ngày 1 tháng 5, lực lượng chống ngầm đối phương đã phản ứng mạnh trước khi chiếc tàu ngầm có thể rời khu vực. Nó quay trở về Midway vào ngày 11 tháng 5.

#### Chuyến tuần tra thứ sáu
Trong chuyến tuần tra thứ sáu từ ngày 2 tháng 6 đến ngày 27 tháng 7, Flying Fish hoạt động tại khu vực quần đảo Volcano và ngoài khơi Đài Loan. Hai lượt tấn công vào cùng một đoàn tàu vận tải đã gây hư hại cho tàu bè đối phương nhưng không thể kiểm chứng; nhưng ngoài khơi Đài Loan vào ngày 2 tháng 7, nó đã đánh chìm tàu chở quân Canton Maru (2.822 tấn). Đến ngày 11 tháng 7, nó phá hủy chiếc tàu buồm Takatori Maru số 8 (51 tấn) bằng hải pháo; và trên đường quay trở về Trân Châu Cảng, nó truy đuổi một đoàn tàu vận tải trong suốt hai ngày, nhưng cuối cùng phải bỏ dỡ vì sắp cạn nhiên liệu. Nó được đại tu tại Trân Châu Cảng từ ngày 27 tháng 7 đến ngày 4 tháng 10.

#### Chuyến tuần tra thứ bảy
Khởi hành từ Trân Châu Cảng vào ngày 4 tháng 10 cho chuyến tuần tra thứ bảy tại vùng biển Palau, Flying Fish đã phóng ngư lôi nhắm vào chiếc Chūyō vào ngày 18 tháng 10, đánh trúng ít nhất một quả ngư lôi vào chiếc tàu sân bay. Cuộc truy đuổi một đoàn tàu vận tải trong suốt hai ngày, từ ngày 26 đến ngày 28 tháng 10, đã đánh chìm chiếc tàu chở quân Nanman Maru (6.550 tấn) vào ngày 27 tháng 10, và gây hư hại cho hai tàu buôn khác trước khi Flying Fish tiêu phí hết số ngư lôi mang theo. Nó quay trở về Midway vào ngày 6 tháng 11.

#### Chuyến tuần tra thứ tám
Trong chuyến tuần tra thứ tám từ ngày 30 tháng 11, 1943 đến ngày 28 tháng 1, 1944, Flying Fish hoạt động tại vùng biển giữa Đài Loan và lục địa Trung Quốc. Nó đã đánh chìm tàu buôn Ginyo Maru (8.613 tấn) vốn đang chở theo 6880 tấn lúa mạch, 600 tấn gạo, 50 tấn đậu cùng 195 hành khách vào ngày 16 tháng 12. Sau đó nó tiếp tục tấn công Đoàn tàu Hi-27 vào ngày 27 tháng 12, đánh chìm tàu chở dầu Kyuei Maru (10.171 tấn), vốn vừa mới đưa vào sử dụng từ ngày 6 tháng 9. Chiếc tàu ngầm quay trở về Trân Châu Cảng để được đại tu.

### 1944

#### Chuyến tuần tra thứ chín
Rời Trân Châu Cảng vào ngày 22 tháng 2, 1944 cho chuyến tuần tra thứ chín tại vùng biển ngoài khơi Iwo Jima, Flying Fish đã đánh chìm tàu buôn Taijin Maru (1.924 tấn) vào ngày 12 tháng 3. Chiếc tàu ngầm tiếp cận Okinawa và tấn công một đoàn tàu vận tải vào sáng sớm ngày 16 tháng 3, đánh chìm tàu chở hành khách Anzan Maru (5.493 tấn) và gây hư hại cho chiếc tàu chở dầu Teikon Maru (nguyên là chiếc Winnetoucủa Đức). Tiếp tục truy đuổi theo đoàn tàu trong suốt sáu giờ tiếp theo để cố gắng kết liễu chiếc tàu chở dầu, nó bị phát hiện và trở thành mục tiêu của cuộc săn đuổi bởi tàu khu trục trục và máy bay đối phương, con chiếc tàu chở dầu chạy thoát. Đến xế trưa ngày 31 tháng 3, nó bị một tàu ngầm Nhật Bản tấn công, nhưng né tránh được quả ngư lôi; rồi trên đường quay trở về căn cứ tại Majuro vào ngày 1 tháng 4, ở gần đảo Kitadaitōjima, nó tiếp tục đánh chìm tàu chở hàng Minami Maru (2.398 tấn), nguyên là chiếc Solviken của Na Uy. Nó kết thúc chuyến tuần tra tại Majuro  vào ngày 11 tháng 4.

#### Chuyến tuần tra thứ mười
Rời cảng Majuro vào ngày 4 tháng 5 cho chuyến tuần tra thứ mười, Flying Fish hoạt động phối hợp với chiến dịch đổ bộ lên quần đảo Mariana sắp diễn ra một tháng sau đó. Nó hoạt động dọc các tuyến đường hàng hải giữa Ulithi, Yap và Palau, và đang định tấn công một đoàn tàu 4 chiếc khi bị đối phương tấn công sau khi một quả ngư lôi của nó kích nổ sớm vào đêm 24-25 tháng 5. Tuy nhiên đến bình minh hôm sau nó đánh chìm được chiếc tàu vận tải Taito Maru (4.466 tấn) đang vận chuyển xăng máy bay, vũ khí và xi măng, và tàu chở hành khách Osaka Maru (3.740 tấn); cả hai đang vận chuyển lực lượng và tiếp liệu sang tăng cường cho Palau. Sau đó nó cùng các tàu ngầm khác tuần tra canh phòng dọc tuyến đường giữa eo biển San Bernardino và Palau, nhằm phát hiện sớm sự di chuyển của hạm đội đối phương từ căn cứ tập trung ở Tawi-Tawi thuộc vùng biển Sulu.
Trong khi lực lượng Thủy quân Lục chiến đổ bộ lên Saipan vào ngày 15 tháng 6, Flying Fish phát hiện một lực lượng tàu sân bay Nhật Bản di chuyển từ eo biển để hướng sang phía Tây. Báo cáo kịp thời của nó đã giúp cho tàu ngầm chị em Cavalla (SS-244) đánh chìm được tàu sân bay Shōkaku bốn ngày sau đó trong khuôn khổ Trận chiến biển Philippine. Flying Fish tiếp tục ở lại vị trí tuần tra cho đến ngày 23 tháng 6, khi nó lên đường đi sang đảo Manus rồi tiếp tục hướng đến Brisbane, Australia, đến nơi vào ngày 5 tháng 7.

#### Chuyến tuần tra thứ mười một
Cùng với tàu ngầm chị em Flounder (SS-251), Flying Fish rời cảng Brisbane vào ngày 1 tháng 8, đi đến khu vực quần đảo Admiralty vào ngày 8 tháng 8, và neo đậu cặp bên mạn tàu tiếp liệu tàu ngầm Euryale (AS-22) để tiếp nhiên liệu. Nó đi đến khu vực tuần tra ngoài khơi Manado, Sulawesi vào ngày 14 tháng 8 cho chuyến tuần tra thứ mười một, vốn đưa nó đi đến vịnh Davao, bờ biển đảo Celebes, và dọc theo các tuyến hàng hải từ Philippines sang Halmahera, nơi chiếc tàu ngầm thường xuyên bị máy bay tuần tra đối phương đe dọa. Sau khi được tiếp nhiên liệu tại Mios Woendi từ ngày 29 tháng 8 đến ngày 1 tháng 9, nó lại tiếp cận đảo Celebes, nơi nó phát hiện và báo cáo vị trí một sân bay đối phương vào ngày 7 tháng 9; sân bay này bị máy bay Đồng Minh ném bom vào ngày 18 tháng 9. Sau khi trải qua thời gian còn lại phục tìm kiếm và giải cứu hỗ trợ các cuộc không kích xuống, con tàu quay trở về Midway vào ngày 18 tháng 10.
Trong thời gian được đại tu tại San Francisco, California, Flying Fish được bổ sung cảm biến dò và thiết bị cắt dây thủy lôi, cho phép nó xâm nhập vùng biển Nhật Bản đầy dẫy mìn. Rời xưởng tàu, nó hoạt động thử nghiệm thiết bị mới cho đến ngày 18 tháng 5, 1945, khi con tàu đi đến Guam.

### 1945

#### Chuyến tuần tra thứ mười hai
Gia nhập một đội tấn công phối hợp "Bầy sói" tại Guam, Flying Fish lên đường vào ngày 29 tháng 5 cho chuyến tuần tra thứ mười hai tại khu vực eo biển Tsushima dày đặc thủy lôi, và tiến vào biển Nhật Bản vào ngày 7 tháng 6. Chiếc tàu ngầm hướng đến ngoài khơi bờ biển Triều Tiên, và trong hai đợt tấn công khác nhau đã đánh chìm hai tàu chở hàng Taga Maru (2.220 tấn) vào ngày 10 tháng 6 và Meisei Maru (3.095 tấn) vào ngày 11 tháng 6. Năm ngày sau đó nó trồi lên mặt nước để tấn công bằng hải pháo, đánh chìm mười thuyền nhỏ và buộc hai chiếc khác phải mắc cạn trên bờ biển. Kết thúc chuyến tuần tra vào ngày 4 tháng 7, con tàu vẫn đang ở lại Trân Châu Cảng khi Nhật Bản chấp nhận đầu hàng vào ngày 15 tháng 8, giúp chấm dứt vĩnh viễn cuộc xung đột.

### 1946 - 1954
Quay trở về vùng bờ Đông Hoa Kỳ, Flying Fish đi đến Căn cứ Tàu ngầm Hải quân New London tại New London, Connecticut vào ngày 21 tháng 9, và đảm nhiệm vai trò soái hạm của Lực lượng Tàu ngầm Hạm đội Đại Tây Dương. Trong tám năm tiếp theo, nó đặt căn cứ tại New London và thực hiện những chuyến đi huấn luyện dự bị đến các eo biển Long Island và Block Island, thực hành ngoài khơi Virginia Capes, và tham gia huấn luyện thủy thủ đoàn tàu ngầm của hải quân nước ngoài. Con tàu cũng tham gia tập trận tại vùng biển Caribe và viếng thăm các cảng Canada.

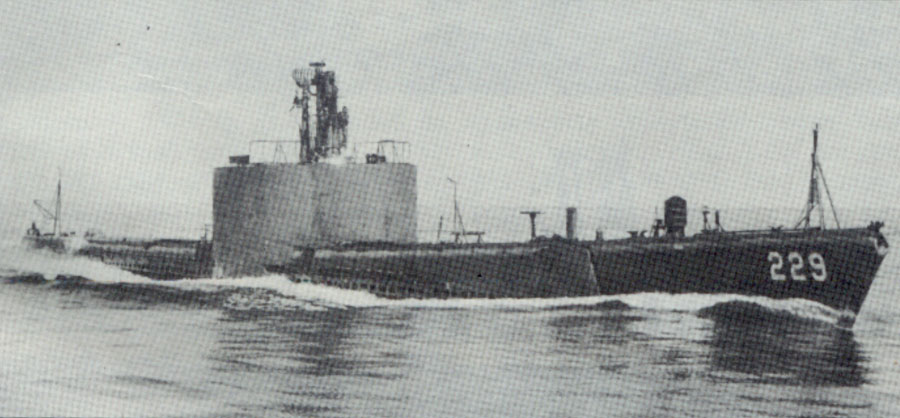
Tàu ngầm Flying Fish (AGSS-229) với một tháp chỉ huy hình tròn đặc biệt, chứa thiết bị sonar thử nghiệm GHC thu được từ tàu tuần dương Đức Prinz Eugen.

Được xếp lại lớp như một "tàu ngầm thử nghiệm phụ trợ" và mang ký hiệu lườn mới AGSS-229 vào ngày 29 tháng 11, 1950, Flying Fish chấm dứt vai trò soái hạm vào ngày 11 tháng 1, 1951 để chuyển sang phục vụ cùng Phòng thí nghiệm Thủy âm để tiến hành những thử nghiệm sonar. Con tàu được dùng trong thử nghiệm dàn sonar thụ động GHG (Gruppenhorchgerät) thu được từ tàu tuần dương hạng nặng Đức Prinz Eugen, bố trí chung quanh một tháp chỉ huy hình tròn rất đặc trưng.
Vào ngày 29 tháng 2, 1952, Flying Fish trở thành tàu ngầm Hoa Kỳ đầu tiên thực hiện đợt lặn thứ 5.000; tham gia sự kiện này có Bộ trưởng Hải quân đương nhiệm Dan A. Kimball. Con tàu được đưa về Hạm đội Dự bị Đại Tây Dương vào ngày 31 tháng 12, 1953, và được cho xuất biên chế vào ngày 28 tháng 5, 1954. Tên nó được cho rút khỏi danh sách Đăng bạ Hải quân vào ngày 1 tháng 8, 1958, và con tàu bị bán để tháo dỡ vào ngày 1 tháng 5, 1959.

## Phần thưởng
Flying Fish được tặng thưởng mười hai Ngôi sao Chiến trận do thành tích phục vụ trong Thế Chiến II. Nó được ghi công đã đánh chìm 15 tàu Nhật Bản với tổng tải trọng 58.306 tấn.
|                                                       |  |  |
| Silver star · Silver star · Bronze star · Bronze star |  |  |

| Dãi băng Hoạt động Tác chiến                                             | Dãi băng Hoạt động Tác chiến         | Huân chương Chiến dịch Hoa Kỳ        | Huân chương Chiến dịch Hoa Kỳ         |
| Huân chương Chiến dịch Châu Á-Thái Bình Dương với 12 Ngôi sao Chiến trận | Huân chương Chiến thắng Thế Chiến II | Huân chương Chiến thắng Thế Chiến II | Huân chương Phục vụ Phòng vệ Quốc gia |